# Деревій дрібноцвітий
{{#ifeq:0|0|{{#if:|{{#if:Achilleamicrantha|[[]}}|}}}}
Деревій дрібноцвітий, деревій дрібноквітковий і деревій бірючанський як Achillea birjuczensis (Achillea micrantha) — вид рослин з родини айстрових (Asteraceae), поширений на півдні Європи, у Казахстані, на південному заході Сибіру.

## Опис
Багаторічна трав'яниста рослина від 15 до 40 см заввишки. Стебла прямостійні, сірувато-зелені від густого притиснутого повстяного запушення, прості або розгалужені. Листки в контурі лінійні, лінійно-довгасті, рідше — довгасті, 1–10 см × 2–10(15) мм, черешкові (крім верхівкових), біля основи часто з перисто роздільними вушками. Кошики зібрані в складних плоских багатоквіткових щитках. Язички крайових квіток поперечно-овальні, дрібні, 0.7–1.5 × 0.9–1.7 мм, з трьома округлими зубцями, жовті. Сім'янки видовжено-клиноподібні, 0.7–1.3 × 0.3–0.4 мм поздовжньо-зморшкуваті, сірі з білою окантовкою.

## Поширення
Поширений на півдні Європи, у Казахстані, на пд.-зх. Сибіру.
В Україні вид зростає у лісостепу та степу, зокрема на узбережжі Азовського моря.